# 沃氏軟漢魚
沃氏軟漢魚（学名：Teramulus waterloti）為輻鰭魚綱銀漢魚目銀漢魚科的其中一種，被IUCN列為瀕危保育類動物，分布於非洲馬達加斯加東北部海域，體長可達3.2公分，為熱帶淡水魚，生活習性不明。